# Atenia
Atenia (łac. Diœcesis Ateniensis) – stolica historycznej diecezji w Cesarstwie Rzymskim (prowincja Pizydia), współcześnie w Turcji. Od 1933 katolickie biskupstwo tytularne, wakujące od 1989.

## Biskupi tytularni
| Lp. | Biskup                    | Od                | Do                   |
| --- | ------------------------- | ----------------- | -------------------- |
| 1   | John Patrick Barrett      | 14 czerwca 1950   | 18 maja 1953         |
| 2   | James Patrick Carroll     | 6 stycznia 1954   | 15 października 1965 |
| 3   | Peter Seiichi Shirayanagi | 15 marca 1966     | 15 listopada 1969    |
| 4   | Gauthier Dubois OFMCap.   | 15 listopada 1974 | 29 maja 1989         |